# Escuela de Música LSU
La Escuela de Música LSU o la Escuela de Música de la Universidad Estatal de Luisiana (en inglés: LSU School of Music) es una escuela de música situada en el lado noroeste del campus de la Universidad Estatal de Luisiana en la localidad de Baton Rouge, en Luisiana, al sur de los Estados Unidos. La escuela es parte de la Escuela de Música y Arte Dramático de la LSU, que también incluye el Departamento de Teatro de la LSU. La universidad incluye casi 100 profesores y empleados, más de 600 carreras, y ofrece una amplia gama de grados y concentraciones curriculares.